# Crataegus zagrica
Crataegus zagrica är en rosväxtart som beskrevs av M. Khatamsaz. Crataegus zagrica ingår i Hagtornssläktet som ingår i familjen rosväxter. Inga underarter finns listade i Catalogue of Life.